# بيل ديموك
بيل ديموك هو لاعب هوكي الجليد كندي، ولد في 27 أبريل 1923 في ترايل في كندا، وتوفي في 22 نوفمبر 2016.